# جاسبر ستوفين
جاسبر ستوفين (بالفرنسية: Jasper Stuyven)‏ (و. 1992  م) هو راكب دراجة هوائية، من بلجيكا، ولد في لوفان، شارك في طواف إسبانيا، وطواف إسبانيا 2014، وطواف فرنسا 2018.

## سباقات أو مراحل فاز بها
| التاريخ        | السباق                                                     | المركز                                           |
| -------------- | ---------------------------------------------------------- | ------------------------------------------------ |
| 01 يناير 2009  | 2009 UCI Road World Championships – Junior men's road race | الفائز في التصنيف العام                          |
| 01 يناير 2010  | 2010 UCI Road World Championships – Junior men's road race |                                                  |
| 11 أبريل 2010  | Paris-Roubaix Juniors 2010                                 | الفائز في التصنيف العام                          |
| 01 يناير 2011  | هيستسي بيجل 2011                                           |                                                  |
| 29 مايو 2011   | Paris–Roubaix Espoirs 2011                                 |                                                  |
| 24 مارس 2013   | فولتا الينتيخو 2013                                        | الفائز في التصنيف العام                          |
| 31 أغسطس 2013  | تور دي أفينير 2013                                         | الثامن في تصنيف النقاط                           |
| 15 سبتمبر 2013 | غروت بريجس جيف شيرنز 2013                                  | الثالث في التصنيف العام                          |
| 14 سبتمبر 2014 | طواف إسبانيا 2014                                          | التاسع في تصنيف النقاط                           |
| 31 مايو 2015   | طواف ديف يغد 2015                                          | الخامس في تصنيف النقاط، السابع في تصنيف أفضل شاب |
| 27 فبراير 2016 | طواف نيوشبلاد 2016                                         | التاسع في التصنيف العام                          |
| 28 فبراير 2016 | كرونا بروكسل 2016                                          | الفائز في التصنيف العام                          |
| 12 سبتمبر 2018 | جي بي دي والوني 2018                                       | الفائز في التصنيف العام                          |
| 16 سبتمبر 2018 | غروت بريجس جيف شيرنز 2018                                  | الفائز في التصنيف العام                          |
| 01 سبتمبر 2019 | دويتشلاند تور 2019                                         | الفائز في التصنيف العام                          |
| 29 فبراير 2020 | طواف نيوشبلاد 2020                                         | الفائز في التصنيف العام                          |
| 20 مارس 2021   | ميلان-سان ريمو 2021                                        | الفائز في التصنيف العام                          |
| 25 يونيو 2023  | 2023 Belgian National Road Race Championships - Men RR     |                                                  |

## روابط خارجية
- جاسبر ستوفين على موقع الاتحاد الدولي للدراجات (الإنجليزية)
- جاسبر ستوفين على موقع أرشيف الدراجات (الإنجليزية)
- جاسبر ستوفين على موقع إحصائيات الدراجات الإحترافية (الإنجليزية)
- جاسبر ستوفين على موقع نسبة الدراجات (الإنجليزية)
- جاسبر ستوفين على موقع CycleBase (الإنجليزية)
- جاسبر ستوفين على موقع اللجنة الأولمبية البلجيكية (الهولندية)